# Carmelo Cuttitta
Carmelo Cuttitta (* 24. března 1962, Godrano) je italský římskokatolický duchovní a emeritní biskup Ragusy.

## Život
Narodil se 24. března 1962 v Godrano.
Vstoupil do kněžského semináře v Palermu. Teologické vzdělávání získal na Papežské teologické fakultě Sicílie. Dne 10. ledna 1987 byl kardinálem Salvatorem Pappalardem vysvěcen na kněze a inkardinován do arcidiecéze Palermo. Stal se diecézním asistentem Katolické akce mladých. Od roku 1990 byl osobním sekretářem kardinála Pappalarda. Roku 1996 byl ustanoven farářem u San Giuseppe Cottolengo v Palermu. Zastával další pastorační funkce ve farnostech a administrativní funkce v arcidiecézi.
Dne 28. května 2007 jej papež Benedikt XVI. jmenoval pomocným biskupem palermské arcidiecéze a titulárním biskupem z Novi. Biskupské svěcení přijal 7. července z rukou arcibiskupa Paola Romea a spolusvětiteli byli arcibiskup Salvatore Gristina a biskup Domenico Mogavero. Zastával úřad generálního vikáře.
Dne 7. října 2015 byl papežem Františkem ustanoven biskupem Ragusy. Dne 28. prosince 2020 papež přijal jeho rezignaci ze zdravotních důvodů.